# Gammelsaksisk (sprog)
Gammelsaksisk, også kaldt for oldsaksisk eller gammelnedertysk, er et germansk sprog. Det er den ældste form for nedertysk, og blev talt i det nordvestlige Tyskland og sydlige Danmark fra det første århundrede efter Kristi fødsel og frem til det 12. århundrede af saksiske folkeslag.
I det 5. århundrede invaderede og indvandrede de germanske sakserne sammen med beslægtede folk som anglere og jyder til de britiske øer, som til da havde vært beboet af keltere. Efter denne emigration blev gammelsaksisk sprog delt i to grene, gammelengelsk (også kaldt angelsaksisk, – talt på de britiske øer) (ISO 639-3 kode: ang) og Plattysk (også kaldt nedertysk – talt på kontinentet) (ISO 639-3 kode: nds).

## Sprogprøve
Fra digtet Heliand, som betyder ”frelser” på gammelsaksisk, en 6.000 linjer lang genfortælling af Jesu liv fra den første halvdel af det 9. århundrede. Her begyndelsen af andet kapitel i Lukasevangeliet.
Thô ward fon Rûmuburg rîkes mannes
bar alla thesa irminthiod Octaviânas
ban endi bodskepi obar thea is brêdon giwald
cuman fon them kêsure cuningo gihuilicun,
hêmsitteandiun sô wîdo sô is heritogon
obar al that landskepi liudio giweldun.
Hiet man that alla thea elilendiun man iro ôdil sôhtin,
helidos iro handmahal angegen iro hêrron bodon,
quâmi te them cnôsla gihue, thanan he cunneas was,
giboran fon them burgiun. That gibod ward gilêstid
obar thesa wîdon werold.
| Sprog | Spire Denne artikel om sprog er en spire som bør udbygges. Du er velkommen til at hjælpe Wikipedia ved at udvide den. |